# Куп СР Југославије у фудбалу 1992/93.
Куп Савезне Републике Југославије у фудбалу 1992/93. био је први национални фудбалски куп у новоформираној држави СР Југославији.
Победник шампионата је Црвена звезда, која је у финалу савладала Партизан.

## Прво коло
| Тим 1                 | Резултат    | Тим 2               |
| --------------------- | ----------- | ------------------- |
| Инђија                | 0–0 (5–4 п) | Рад                 |
| ТСЦ Бачка Топола      | 2–1         | Напредак Крушевац   |
| Нови Сад              | 2–0         | Спартак Суботица    |
| Приштина              | 2–3         | Војводина           |
| Јастребац Пролетер    | 1–3         | Сутјеска            |
| Кабел Нови Сад        | 3–1         | Бечеј               |
| Ком                   | 2–1         | Борац Чачак         |
| Младост Гоша          | 1–4         | ОФК Београд         |
| Младост Лучани        | 2–1         | Раднички Крагујевац |
| Раднички Ниш          | 0–1         | Мачва               |
| Раднички Нови Београд | 3–0         | Могрен              |
| Раднички Сомбор       | 1–2         | Будућност           |
| Рудар Пљевља          | 1–4         | Партизан            |
| Слога Липљан          | 0–7         | Земун               |
| Телеоптик             | 1–3         | Црвена звезда       |
| Застава Крагујевац    | 1–0         | Пролетер            |

## Друго коло
| Тим #1             | рез.    | Тим #2                | прва утакмица | друга утакмица |
| ------------------ | ------- | --------------------- | ------------- | -------------- |
| Црвена звезда      | 8–3     | Раднички Нови Београд | 3–2           | 5–1            |
| Нови Сад           | 3–0     | ТСЦ Бачка Топола      | 3–0           | 0–0            |
| Кабел Нови Сад     | 3–4     | Инђија                | 2–1           | 1–3            |
| Ком                | 0–6     | Земун                 | 0–1           | 0–5            |
| Младост Лучани     | 1-6     | Партизан              | 1-2           | 0–4            |
| Сутјеска           | 5–2     | Мачва                 | 5–0           | 0–2            |
| Војводина          | 3–3 (г) | Будућност             | 2–2           | 1–1            |
| Застава Крагујевац | 3–3 (г) | ОФК Београд           | 1–0           | 2–3            |

## Четвртфинале
| Тим #1             | рез.    | Тим #2        | прва утакмица | друга утакмица |
| ------------------ | ------- | ------------- | ------------- | -------------- |
| Земун              | 6–1     | Инђија        | 5–1           | 1–0            |
| Нови Сад (         | 2–5     | Партизан      | 1–1           | 1–4            |
| Сутјеска           | 2–3     | Црвена звезда | 2–1           | 0–2            |
| Застава Крагујевац | 3–3 (г) | Будућност     | 1–1           | 2–2            |

## Полуфинале
| Тим #1             | рез. | Тим #2        | прва утакмица | друга утакмица |
| ------------------ | ---- | ------------- | ------------- | -------------- |
| Земун              | 2–6  | Црвена звезда | 0–2           | 2–4            |
| Застава Крагујевац | 0–6  | Партизан      | 0–4           | 0–2            |

## Финале

### Прва утакмица
| Партизан    | 1 – 0    | Црвена звезда |
| ----------- | -------- | ------------- |
| Захович 29’ | Извештај |               |

### Узвратна утакмица
| Црвена звезда                                            | 1 – 0    | Партизан                                               |
| -------------------------------------------------------- | -------- | ------------------------------------------------------ |
| Дробњак 50’ 79’                                          | Извештај |                                                        |
| Пенали                                                   |          |                                                        |
| Ивић · Видаковић · Василијевић · Стојковски · Симеуновић | 5 – 4    | Јокановић · Крчмаревић · Мијатовић · Гудељ · Милошевић |

1–1 укупни резултат. Црвена звезда победила на пенале 5–4.